# Hans-Stille-Medaille
Die Hans-Stille-Medaille ist eine Auszeichnung für besondere Verdienste in der Geologie oder benachbarten Geowissenschaften. Sie wurde bis 2014 jährlich von der Deutschen Gesellschaft für Geowissenschaften (DGG) verliehen.
Der Preis wurde 1948 gestiftet und ist nach dem Geologen Hans Stille benannt, dem Gründer des Berliner Geotektonischen Instituts, das er von 1950 bis 1957 leitete. 1948/49 wurden sieben namhafte Geowissenschafter (alle aus Westdeutschland) ausgezeichnet, von 1950 bis 2014 wurde der Preis in der Regel nur mehr einmal jährlich verliehen; 2016 wurde die Verleihung eingestellt.

## Preisträger
- 1948 Karl Erich Andrée, Erich Bederke, Roland Brinkmann, Hermann Reich, Karl-Hermann Scheumann, Johannes Wanner, Paul Woldstedt
- 1949 keine Preisvergabe
- 1950 Adolf Wurm
- 1951 Rudolf Richter
- 1952 Alfred Bentz
- 1953 Otto Erdmannsdörffer
- 1954 Hermann Schmidt
- 1955 Franz Lotze
- 1956 keine Preisvergabe
- 1957 Wilhelm Otto Dietrich
- 1958 Wilhelm Kegel
- 1959 Ernst Kraus
- 1960 Ehrhard Voigt
- 1961 Rolf B. Behrmann
- 1962 Hans-Joachim Martini
- 1963 Carl Wilhelm Correns
- 1964 Karl Krejci-Graf
- 1965 Hans-Rudolf von Gaertner
- 1966 Georg Knetsch
- 1967 Karl Richard Mehnert, Max Richter
- 1968 Gerhard Richter-Bernburg
- 1969 Marlies Teichmüller, Rolf Teichmüller
- 1970 keine Preisvergabe
- 1971 Andreas Pilger
- 1972 Herbert Karrenberg
- 1973 Hans Closs, Wolf von Engelhardt
- 1974 Max Pfannenstiel
- 1975 Henno Martin
- 1976 Wolfgang Schott
- 1977 Helmut G. F. Winkler
- 1978 Julius Hesemann
- 1979 Paul Schmidt-Thomé
- 1980 keine Preisvergabe
- 1981 Henning Illies
- 1982 Martin Schwarzbach
- 1983 Walter Carlé
- 1984 Hans Füchtbauer
- 1985 Erik Flügel
- 1986 Eugen Seibold
- 1987 Walter Kertz
- 1988 Paul Wurster
- 1989 Eberhard Plein
- 1990 Georg Matthess
- 1991 Gerhard Einsele
- 1992 Hermann Jaeger
- 1993 Eva Paproth
- 1994 Franz Kockel
- 1995 German Müller
- 1996 Roland Walter
- 1997 Max Schwab
- 1998 Egon Althaus
- 1999 Reinhard Pflug
- 2000 Lothar Eißmann
- 2001 Hans-Ulrich Schmincke
- 2002 Hubert Miller
- 2003 Jörn Thiede
- 2004 Karl-Heinrich Heitfeld
- 2005 Dieter K. Fütterer
- 2006 Dierk Henningsen
- 2007 Gerhard Katzung
- 2008 Wolfgang Frisch
- 2009 Horst D. Schulz
- 2010 Georg Kleinschmidt
- 2011 Werner Buggisch
- 2012 Thilo Bechstädt
- 2013 Gerhard H. Bachmann
- 2014 Gerhard Wörner